# Ambroży (Jermakow)
Ambroży, imię świeckie Witalij Anatoljewicz Jermakow (ur. 15 czerwca 1970 w Łużkach) – rosyjski biskup prawosławny.

## Życiorys
Urodził się w rodzinie robotniczej. Po ukończeniu szkoły średniej i odbyciu zasadniczej służby wojskowej rozpoczął naukę w moskiewskim seminarium duchownym. 7 kwietnia 1994 złożył wieczyste śluby zakonne przed jego rektorem, biskupem dmitrowskim Filaretem, przyjmując imię Ambroży na cześć świętego mnicha Ambrożego z Optiny. Ten sam duchowny udzielił mu 29 maja 1994 święceń diakońskich. 8 października biskup piński i łuniniecki Stefan wyświęcił go na hieromnicha.
W 1999 ukończył wyższe studia teologiczne w Moskiewskiej Akademii Duchownej, uzyskując dyplom kandydata nauk teologicznych za pracę nt. soteriologicznych tekstów św. Jana Chryzostoma. Został zatrudniony w akademii jako wykładowca, kontynuował również pracę dyrygenta chóru studentów uczelni. W sierpniu 2000 patriarcha moskiewski i całej Rusi Aleksy II wyznaczył go na prorektora kursów dla przyszłych kapłanów przy moskiewskim monasterze Spotkania Włodzimierskiej Ikony Matki Bożej oraz na dziekana tejże wspólnoty mniszej. 3 czerwca 2004 otrzymał godność igumena, zaś 28 grudnia tego samego roku – archimandryty.
26 marca 2005 miała miejsce jego chirotonia na biskupa prokopiewskiego, wikariusza eparchii kemerowskiej. W roku następnym Święty Synod Rosyjskiego Kościoła Prawosławnego zdecydował o jego przeniesieniu do eparchii moskiewskiej jako biskupa pomocniczego z tytułem biskupa bronnickiego. Od 6 października 2008 był biskupem gatczyńskim, pomocniczym eparchii petersburskiej, pełniąc równocześnie funkcję rektora Akademii Duchownej i seminarium duchownego w Petersburgu. W 2013 Święty Synod Rosyjskiego Kościoła Prawosławnego zmienił jego tytuł na biskup peterhofski. W 2014 otrzymał godność arcybiskupa.
W 2018 r. został mianowany rektorem zespołu moskiewskich szkół duchownych (seminarium duchownego oraz Akademii Duchownej), z równoczesnym przeniesieniem do eparchii moskiewskiej i nadaniem tytułu arcybiskupa wieriejskiego. W roku następnym objął urząd namiestnika monasteru Spotkania Włodzimierskiej Ikony Matki Bożej w Moskwie i rektora działającego przy nim seminarium duchownego.
W 2020 r. został przeniesiony na katedrę twerską i zarazem zwolniony z obowiązków rektora seminarium.